# KVA Cars

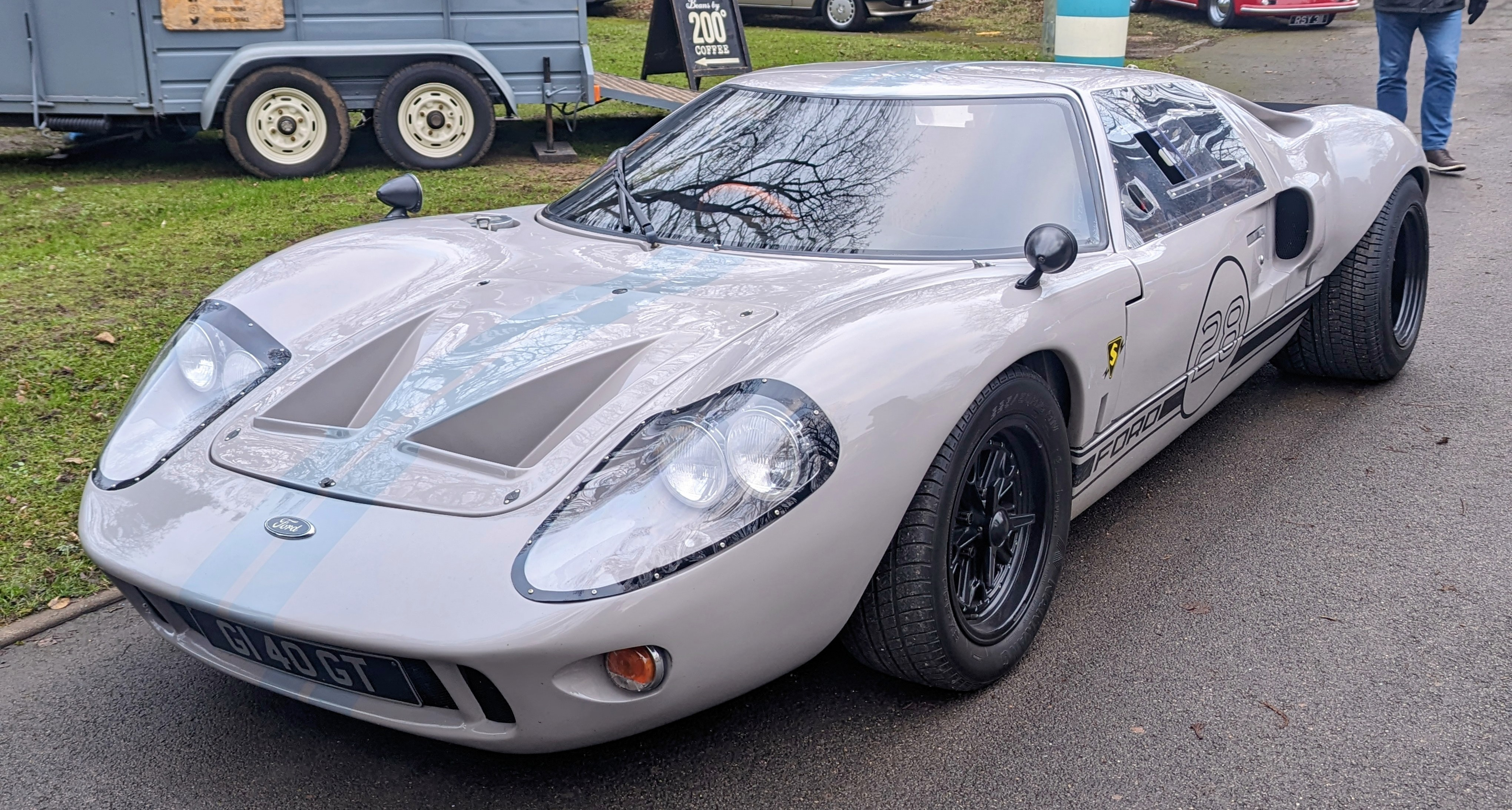
KVA GT 40

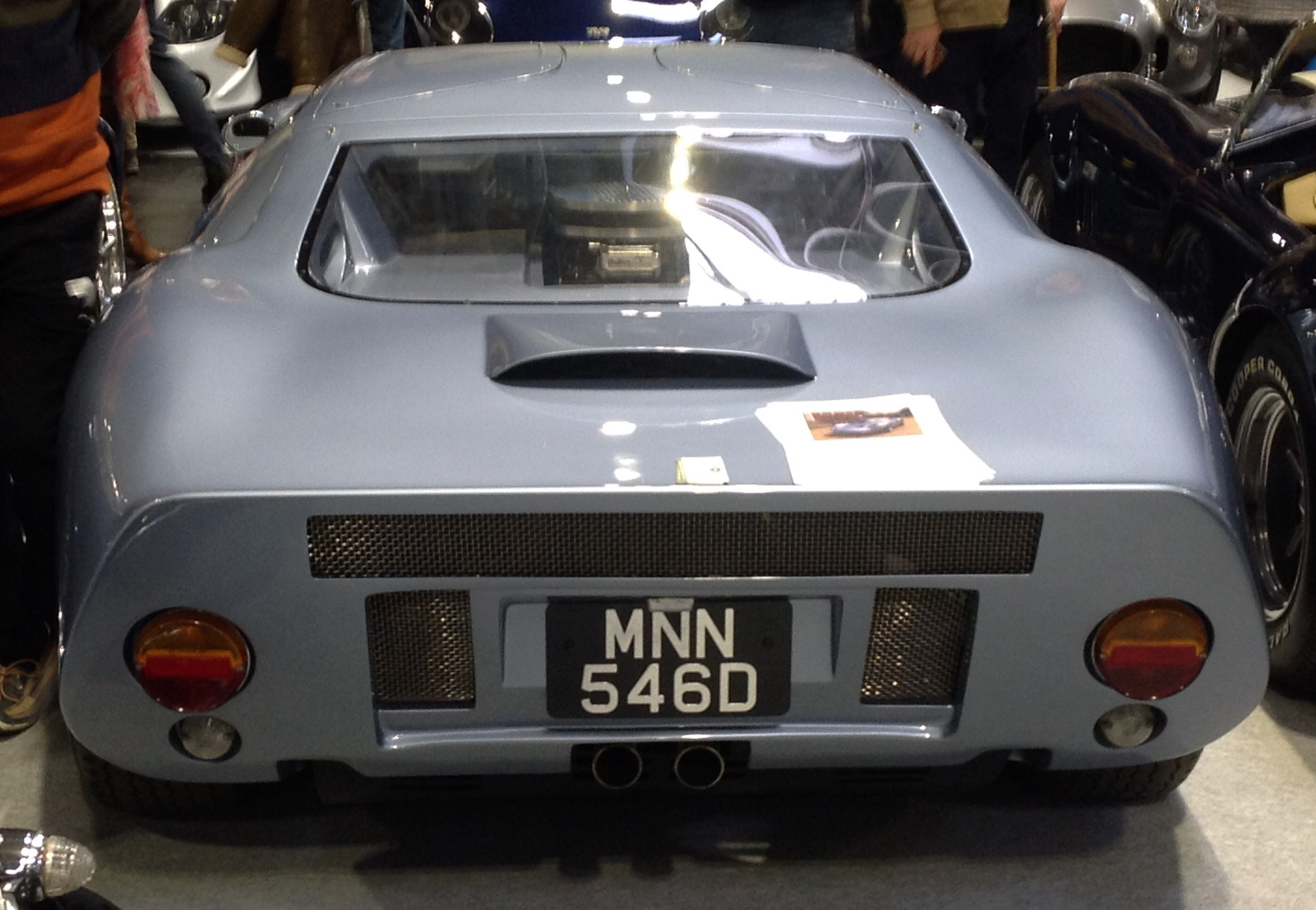
Heckansicht

KVA Cars Limited war ein britischer Hersteller von Automobilen.

## Unternehmensgeschichte
Ken Vincent Attwell, der zuvor für Ford of Britain tätig war, gründete 1982 das Unternehmen in Swansea in Wales. Er begann mit der Produktion von Automobilen und Kits. Der Markenname lautete KVA. Später leitete seine Frau Margaret und noch später sein Sohn Paul Attwell das Unternehmen. 1992 endete die Produktion. Insgesamt entstanden über 500 Exemplare.

## Fahrzeuge
Das erste und bestverkaufte Modell war der GT 40. Dies war die Nachbildung des Ford GT 40. Die Basis bildete ein Spaceframe-Rahmen aus Stahlrohren. Radaufhängungen und Lenkung kamen vom Ford Cortina und das Getriebe vom VW Käfer. Verschiedene Motoren vom Vierzylindermotor von Ford über V6-Motoren von Ford und Renault bis zu V8-Motoren von Ford und Rover trieben die Fahrzeuge an. Die Karosserie des zweisitzigen Coupés bestand aus Fiberglas. Von diesem Modell entstanden etwa 510 Exemplare.
Die Countach Replica war die Nachbildung eines Lamborghini Countach. Zwischen 1987 und 1988 entstanden etwa drei Exemplare.
Die D-Type Replica als Nachbildung des Jaguar D-Type von 1988 bis 1989 blieb ein Einzelstück.
Von der XKSS Replica, einer Nachbildung des Jaguar XK-SS, entstand im gleichen Zeitraum ebenfalls nur ein Exemplar.
Darüber hinaus gab es eine Nachbildung des Ferrari 365 Daytona.